# Benegorri
Benegorri es un localidad española de la Comunidad Foral de Navarra perteneciente al municipio de Leoz. Está situada en la Merindad de Olite. Su población en 2014 fue de 9 habitantes (INE).

## Topónimo
El nombre es de origen dudoso, pero es un compuesto que incluye el euskera gorri ‘rojo’. En documentación antigua aparece como Venegorri (1268,1366, NEN) y Vengorri (1591, NEN).

## Arte
Iglesia de San Bartolomé, de en torno a 1200, con portada del siglo XVI.